# Stephen Grew
Stephen Grew (* um 1970) ist ein britischer Jazz- und Improvisationsmusiker (Piano, Keyboards).

## Leben und Wirken
Grew, der aus Lancashire stammt, arbeitete ab den frühen 1990er-Jahren u. a. mit Pat Thomas (Duos auf Pianoforte, 2003), Graham Clark (Improvisations Series One, 2008) und als Keyboarder in der Live-Elektronik-Band Grutonic (mit Richard Scott, Nick Grew und David Ross). Stephen Grew arbeitete neben eigenen Formationen (Grew Trio, Grew Quartet (mit Phillip Marks, Seth Bennett, Matt Robinson) sowie dem Duo Grew & Grew mit seinem Bruder Nicholas Grew) mit Tony Bianco, Saba Tewelde, Howard Riley und Trevor Watts.  Im Bereich des Jazz war er zwischen 1995 und 2009 an acht Aufnahmesessions beteiligt. Grew lebt in Lancaster.

## Diskographische Hinweise
- Grew Trio (1995)
- Picture August (1999), mit Mick Beck
- Grutronic: Together in Zero Space (2009), mit Evan Parker
- Stephen Grew, Trevor Watts: Con Fluent (FMR Records, 2016)